# Novosedly nad Nežárkou
Novosedly nad Nežárkou är en ort i Tjeckien.   Den ligger i regionen Södra Böhmen, i den centrala delen av landet, 120 km söder om huvudstaden Prag. Novosedly nad Nežárkou ligger 455 meter över havet och antalet invånare är 640.
Terrängen runt Novosedly nad Nežárkou är platt, och sluttar västerut. Runt Novosedly nad Nežárkou är det glesbefolkat, med 17 invånare per kvadratkilometer. Närmaste större samhälle är Třeboň, 9,4 km söder om Novosedly nad Nežárkou. Omgivningarna runt Novosedly nad Nežárkou är en mosaik av jordbruksmark och naturlig växtlighet.